# Ludność Stargardu

Herb Stargardu

## LudnośćStargardu
- 1740 - 5 529
- 1782 - 5 612
- 1794 - 5 971
- 1812 - 8 900
- 1816 - 8 042
- 1831 - 9 907
- 1843 - 11 192
- 1852 - 12 473   (w tym 378 Żydów[1])
- 1861 - 14 168
- 1875 - 20 173[2]
- 1880 - 21 816[2]   (w tym 558 Żydów[1])
- 1885 - 22 112[2]   (włącznie z wojskiem)[3]
- 1890 - 23 785   (w tym 583 Żydów)[2]
- 1910 - 27 545
- 1925 - 32 545   (w tym 297 Żydów)[2]
- 1933 - 35 804   (w tym 251 Żydów)[2]
- 1939 - 39 760
- 1946 - 9 733   (spis powszechny)
- 1950 - 20 684   (spis powszechny)
- 1955 - 24 700
- 1960 - 33 650   (spis powszechny)
- 1961 - 34 400
- 1962 - 35 500
- 1963 - 36 800
- 1964 - 37 900
- 1965 - 38 560
- 1966 - 39 645
- 1967 - 41 653
- 1968 - 42 646
- 1969 - 43 894
- 1970 - 44 640   (spis powszechny)
- 1971 - 45 545
- 1972 - 46 800
- 1973 - 48 600
- 1974 - 49 858
- 1975 - 51 392
- 1976 - 53 200
- 1977 - 54 800
- 1978 - 54 958   (spis powszechny)
- 1979 - 57 200
- 1980 - 59 227
- 1981 - 60 457
- 1982 - 61 934
- 1983 - 63 344
- 1984 - 64 579
- 1985 - 65 920
- 1986 - 67 413
- 1987 - 68 481
- 1988 - 68 364   (spis powszechny)
- 1989 - 69 953
- 1990 - 70 952
- 1991 - 71 636
- 1992 - 72 191
- 1993 - 72 547
- 1994 - 72 928
- 1995 - 73 254
- 1996 - 73 630
- 1997 - 73 825
- 1998 - 73 753
- 1999 - 74 166
- 2000 - 74 362
- 2001 - 74 326
- 2002 - 71 321   (spis powszechny)
- 2003 - 71 337
- 2004 - 71 128
- 2005 - 70 639
- 2006 - 70 453
- 2007 - 70 217
- 2009 - 69 951
- 2011 - 69 966   (spis powszechny)
- 2012 (30 czerwca) - 69 766
- 2013 (30 czerwca) - 69 581[4]
- 2014 (30 czerwca) - 69 251[5]
- 2015 - 68 670
- 2016 - 68 477
- 2017 - 68 195
- 2018 - 67 938
- 2019 - 67 837
- 2020 - 67 579
- 2021 - 67 923
- 2022 - 66 923
- 2023 - 66 816

## Powierzchnia Stargardu
- 1970 - 53 km²[potrzebny przypis]
- 1975 - 33 km²[potrzebny przypis]
- 1978 - 35 km²[potrzebny przypis]
- 1995 - 48,10 km²[potrzebny przypis]
- 2006 - 48,08 km²[potrzebny przypis]